# Río Queguay Chico
El río Queguay Chico es un curso fluvial en el centro-norte del departamento de Paysandú. Nace en la Cuchilla del Arbolito, en el límite con el departamento de Salto, al norte de la ruta nacional N° 26. Recorre 105 km sobre la cuesta basáltica.
Desemboca en el río Queguay por la margen derecha, atravesando grandes áreas ganaderas extensivas mixtas. Presenta densos montes franja o fluviales en su curso inferior. Es también donde ocurrió la Batalla de Queguay Chico.
En la confluencia entre el Queguay Chico y el río Queguay Grande se encuentra el área protegida Montes del Queguay.